# Ricardo Montaner

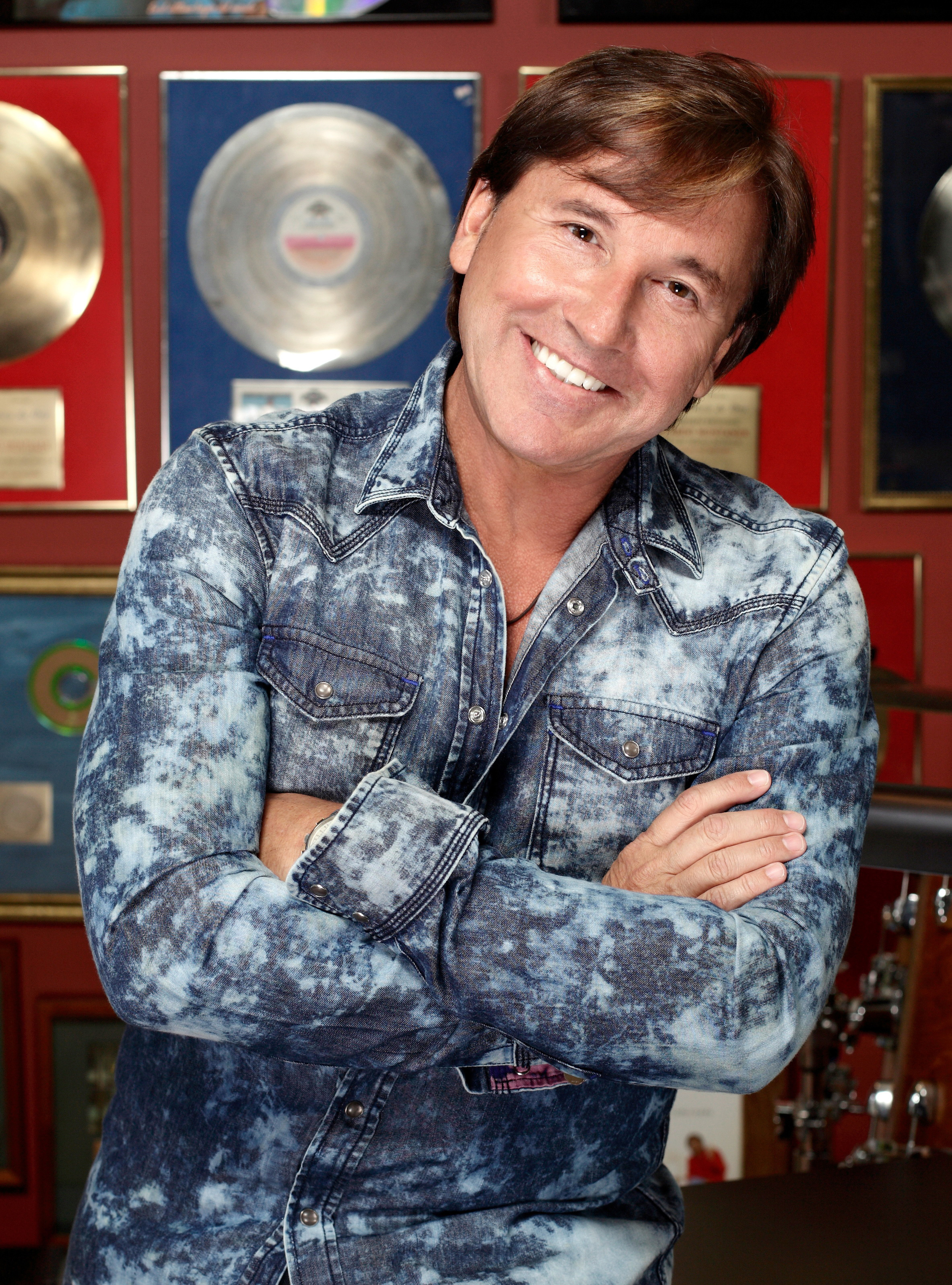
Ricardo Montaner (2010)

Ricardo Montaner (* als Hector Eduardo Reglero Montaner am 8. September 1957 in Valentín Alsina, Argentinien) ist ein venezolanischer Sänger.

## Leben
Montaner wurde in Argentinien geboren, ging im Alter von sechs Jahren nach Venezuela und sang dort erst in einem Kirchenchor in Maracaibo. Erst im Jahre 1983 veröffentlichte er sein erstes Album und vier Jahre später die ersten Singles. Seit 1991 gestaltet er auch Soundtracks für verschiedene Filme.
Montaner ist mit Marlene Rodriguez Miranda verheiratet und hat fünf Kinder, wovon zwei aus einer früheren Ehe stammen. Heute lebt er in der Dominikanischen Republik.
Seit 2007 ist er UNICEF-Botschafter für Lateinamerika.

## Diskografie

### Alben
| Jahr | Titel                                | Höchstplatzierung, Gesamtwochen, AuszeichnungChartplatzierungen (Jahr, Titel, Platzierungen, Wochen, Auszeichnungen, Anmerkungen) | Höchstplatzierung, Gesamtwochen, AuszeichnungChartplatzierungen (Jahr, Titel, Platzierungen, Wochen, Auszeichnungen, Anmerkungen) | Anmerkungen                           |
| Jahr | Titel                                | Latin | MX | Anmerkungen                           |
| ---- | ------------------------------------ | --- | --- | ------------------------------------- |
| 1994 | Éxitos y Algo Más                    | Latin4 (21 Wo.)Latin | MX— GoldMX |                                       |
| 1994 | Una Mañana y un Camino               | Latin18 (10 Wo.)Latin | — |                                       |
| 1996 | Viene del Alma                       | Latin48 (1 Wo.)Latin | — |                                       |
| 1997 | Es Asi                               | Latin29 Platin · (2 Wo.)Latin | — |                                       |
| 1999 | Con la London Metropolitan Orchestra | Latin22 Platin · (14 Wo.)Latin | MX— PlatinMX | mit dem London Metropolitan Orchestra |
| 2001 | Sueño Repetido                       | Latin16 ×2Doppelplatin · (41 Wo.)Latin                                                                                            | — |                                       |
| 2001 | Gold                                 | Latin70 (1 Wo.)Latin | — |                                       |
| 2002 | Suma                                 | Latin14 Platin · (15 Wo.)Latin | — |                                       |
| 2003 | Prohibido Olvidar                    | Latin34 (4 Wo.)Latin | — |                                       |
| 2005 | Todo y Nada                          | Latin29 (3 Wo.)Latin | — |                                       |
| 2005 | Las N° 1                             | — | MX55 (5 Wo.)MX |                                       |
| 2007 | Las Mejores Canciones del Mundo      | Latin23 (20 Wo.)Latin | MX4 Platin · (37 Wo.)MX |                                       |
| 2007 | Las Mejores Canciones del Mundo 2    | — | MX14 (26 Wo.)MX |                                       |
| 2008 | Un Camino De Exitos                  | — | MX45 (11 Wo.)MX |                                       |
| 2009 | Las Cosas Son Como Son               | Latin33 (5 Wo.)Latin | MX44 (9 Wo.)MX |                                       |
| 2012 | Viajero Frencuente                   | Latin12 (12 Wo.)Latin | MX— GoldMX |                                       |
| 2014 | Agradecido                           | Latin10 (4 Wo.)Latin | — |                                       |
| 2016 | Ida y Vuelta                         | Latin2 (8 Wo.)Latin | MX— PlatinMX |                                       |
| 2019 | Montaner                             | Latin30 (1 Wo.)Latin | — |                                       |

grau schraffiert: keine Chartdaten aus diesem Jahr verfügbar
Weitere Alben
- 1983: Cada Día
- 1987: Ricardo Montaner
- 1988: Ricardo Montaner, Vol.2
- 1990: Un Toque de Misterio
- 1991: En el Ultimo Lugar de Mundo
- 1992: Los Hijos del Sol
- 1995: 14 Grandes Exitos
- 2002: Oro
- 2004: Con la London Metropolitan Orchestra Vol. II
- 2007: Las Mejores Canciones, Vol. 2 (MX: Gold)
- 2010: Soy Feliz

### Singles
| Jahr | Titel Album                                               | Höchstplatzierung, Gesamtwochen, AuszeichnungChartsChartplatzierungen (Jahr, Titel, Album, Platzierungen, Wochen, Auszeichnungen, Anmerkungen) | Anmerkungen                           |
| Jahr | Titel Album                                               | Latin | Anmerkungen                           |
| ---- | --------------------------------------------------------- | --- | ------------------------------------- |
| 1988 | Tan Enamorados Ricardo Montaner, Vol.2                    | Latin9 (40 Wo.)Latin |                                       |
| 1989 | Solo Con Un Beso Ricardo Montaner, Vol.2                  | Latin7 (33 Wo.)Latin |                                       |
| 1989 | A Donde Va El Amor Ricardo Montaner, Vol.2                | Latin10 (13 Wo.)Latin |                                       |
| 1989 | Debo Cambiar De Amor Ricardo Montaner, Vol.2              | Latin27 (6 Wo.)Latin |                                       |
| 1990 | La Cima Del Cielo Un Toque de Misterio                    | Latin1 (28 Wo.)Latin |                                       |
| 1990 | Me Va A Extranar Un Toque de Misterio                     | Latin4 (25 Wo.)Latin |                                       |
| 1991 | Dejame Llorar En el Ultimo Lugar del Mundo                | Latin2 (23 Wo.)Latin |                                       |
| 1991 | Sera En el Ultimo Lugar del Mundo                         | Latin2 (24 Wo.)Latin |                                       |
| 1992 | Muchacha En el Ultimo Lugar del Mundo                     | Latin21 (9 Wo.)Latin |                                       |
| 1992 | Vamos pa’ la conga En el Ultimo Lugar del Mundo           | Latin12 (12 Wo.)Latin |                                       |
| 1992 | En El Ultimo Lugar del Mundo En el Ultimo Lugar del Mundo | Latin13 (15 Wo.)Latin |                                       |
| 1992 | Castillo Azul –                                           | Latin1 (15 Wo.)Latin |                                       |
| 1993 | Piel Adentro Los Hijos del Sol                            | Latin1 (14 Wo.)Latin |                                       |
| 1993 | Al Final Del Arco Iris Los Hijos del Sol                  | Latin4 (15 Wo.)Latin |                                       |
| 1993 | Honda Los Hijos del Sol                                   | Latin8 (11 Wo.)Latin |                                       |
| 1993 | Los Hijos del Sol                                         | Latin29 (2 Wo.)Latin |                                       |
| 1994 | La Pequena Venezia –                                      | Latin10 (7 Wo.)Latin |                                       |
| 1994 | Quisiera Una Mañana y un Camino                           | Latin1 (19 Wo.)Latin |                                       |
| 1994 | No Te Pareces A Mi Una Mañana y un Camino                 | Latin8 (4 Wo.)Latin |                                       |
| 1996 | Soy Tuyo Viene del Alma                                   | Latin34 (1 Wo.)Latin |                                       |
| 1997 | Es Asi                                                    | Latin5 (9 Wo.)Latin |                                       |
| 1998 | Para Llorar Es Asi                                        | Latin6 (13 Wo.)Latin |                                       |
| 1998 | Ojala Es Asi                                              | Latin30 (2 Wo.)Latin |                                       |
| 1999 | El Poder De Tu Amor Con la London Metropolitan Orchestra  | Latin2 (24 Wo.)Latin | mit dem London Metropolitan Orchestra |
| 2000 | Ojos Negros Con la London Metropolitan Orchestra          | Latin28 (8 Wo.)Latin | mit dem London Metropolitan Orchestra |
| 2001 | La Clave Del Amor Sueño Repetido                          | Latin12 (13 Wo.)Latin |                                       |
| 2001 | Besame Sueño Repetido                                     | Latin4 (26 Wo.)Latin |                                       |
| 2001 | Resumiendo Sueño Repetido                                 | Latin11 (21 Wo.)Latin |                                       |
| 2002 | Yo Puedo Hacer Suma                                       | Latin2 (26 Wo.)Latin |                                       |
| 2002 | Si Tuviera Que Elegir Suma                                | Latin8 (18 Wo.)Latin |                                       |
| 2003 | Que Ganas Prohibido Olvidar                               | Latin5 (22 Wo.)Latin |                                       |
| 2004 | Desesperado Con La London Metropolitan Orchestra Vol. 2   | Latin11 (10 Wo.)Latin |                                       |
| 2005 | Cuando A Mi Lado Estas Todo y Nada                        | Latin6 (17 Wo.)Latin |                                       |
| 2006 | Heridas De Amor Todo y Nada                               | Latin29 (20 Wo.)Latin |                                       |
| 2007 | Hoy Tengo Ganas De Ti Las Mejores Canciones del Mundo     | Latin23 (20 Wo.)Latin |                                       |
| 2009 | Para Un Poco Las Cosas Son Como Son                       | Latin30 (15 Wo.)Latin |                                       |
| 2012 | Convenceme Viajero Frencuente                             | Latin38 (4 Wo.)Latin |                                       |

Weitere Singles
- 2016: Aunque Ahora Estés con Él (MX: Platin)[3]
- 2016: Un Hombre Normal (MX: Gold)[4]
- 2016: Te hubieras ido antes (MX: Gold)[5]
- 2019: ¿Qué Vas a Hacer? (MX: Platin)

### Gastbeiträge
| Jahr | Titel Album                      | Höchstplatzierung, Gesamtwochen, AuszeichnungChartsChartplatzierungen (Jahr, Titel, Album, Platzierungen, Wochen, Auszeichnungen, Anmerkungen) | Anmerkungen                          |
| Jahr | Titel Album                      | Latin | Anmerkungen                          |
| ---- | -------------------------------- | --- | ------------------------------------ |
| 2009 | Ya Te Olvide Piano Sin Fronteras | Latin44 (2 Wo.)Latin | Arthur Hanlon feat. Ricardo Montaner |

Weitere Gastbeiträge
- 2019: Te He Prometido (En Vivo) (Leo Dan feat. Ricardo Montaner, MX: Platin)

### Videoalben
- 2001: Gold
- 2004: Los Videos – DVD 5

## Auszeichnungen für Musikverkäufe
| Goldene Schallplatte - Argentinien - 1997: für das Album Es Asi - 2002: für das Album Suma - 2004: für das Album Prohibido Olvidar - 2004: für das Album Con la London Metropolitan Orchestra Vol. II - 2005: für das Album Todo y Nada - 2007: für das Album Las Mejores Canciones, Vol. 2 - 2010: für das Album Soy Feliz Platin-Schallplatte - Argentinien - 1995: für das Album 14 Grandes Exitos - 1999: für das Album Con la London Metropolitan Orchestra - 2001: für das Album Sueño Repetido - 2003: für das Album Oro - 2004: für das Videoalbum Los Videos - DVD 5 - 2007: für das Album Las Mejores Canciones del Mundo - 2009: für das Album Las Cosas Son Como Son | 2× Platin-Schallplatte - Argentinien - 2001: für das Album Gold - 2001: für das Videoalbum Gold |

Anmerkung: Auszeichnungen in Ländern aus den Charttabellen bzw. Chartboxen sind in ebendiesen zu finden.
| Land/RegionAuszeichnungen für Musikverkäufe (Land/Region, Auszeichnungen, Verkäufe, Quellen) | Gold       | Platin       | Verkäufe | Quellen          |
| -------------------------------------------------------------------------------------------- | ---------- | ------------ | -------- | ---------------- |
| Argentinien (CAPIF)                                                                          | 7× Gold7   | 11× Platin11 | 554.000  | capif.org.ar AR2 |
| Mexiko (AMPROFON)                                                                            | 5× Gold5   | 6× Platin6   | 675.000  | amprofon.com.mx  |
| Vereinigte Staaten (RIAA)                                                                    | —          | 5× Platin5   | 300.000  | riaa.com         |
| Insgesamt                                                                                    | 12× Gold12 | 22× Platin22 |          |                  |